# دودنهاوزن
دودنهاوزن (به آلمانی: Duddenhausen) یک منطقهٔ مسکونی در آلمان است که در بوکن واقع شده‌است. دودنهاوزن ۳۰۰ نفر جمعیت دارد.